# U-Boot Tipo U 139
La classe di U-Boot Tipo U 139, originariamente designato "Project 46", era una classe di grandi sommergibili a lungo raggio costruiti durante la prima guerra mondiale dalla Kaiserliche Marine.

## Descrizione
La classe, formata da tre grandi sottomarini da crociera, designati Tipo 139, furono ordinati alla Germaniawerft di Kiel, nell'agosto 1916. Con un dislocamento quasi 2.000 tonnellate e con una velocità di superficie di 15 nodi (28 km/h), erano armati con 24 siluri e due cannoni 15 cm Tbts K L/45 da 150mm, e aveva un'autonomia di crociera di circa 17.000 miglia nautiche (31.000 km). Il loro scopo era quello di catturare o distruggere le navi mercantili in superficie. I loro cannoni di grosso calibro e la loro velocità relativamente elevata consentirono loro di ingaggiare anche navi mercantili armate.
A differenza dei precedenti sottomarini Tipo U-151 (originariamente progettati come sottomarini mercantili), il Tipo 139 venne progettato fin dall'inizio per il servizio bellico. Furono montati quattro tubi lanciasiluri a prua e due a poppa, ma l'armamento principale erano i due cannoni di coperta da 15 cm, che potevano essere puntati sul bersaglio da un telemetro sulla sezione poppiera del ponte.
Un U-Boot tipo 139 costava all'epoca 8,7 milioni di marchi, e i cannoni da 15 cm rappresentavano circa il 7% del costo. Furono ordinati tre sottomarini di questo tipo, U-139, U-140 e U-141.
Un sottomarino da crociera ancora più grande venne proposto nel  "Project 47", ma non raggiunse mai la costruzione. Un singolo sommergibile avrebbe avuto un dislocamento di 2.500 tonnellate, avrebbe avuto una velocità massima di 21 nodi (39 km/h) e sarebbe stato armato con quattro cannoni da 150 mm e sei tubi lanciasiluri, due dei quali avrebbero sparato di lato.

## Servizio
I sottomarini Tipo 139 furono inviati in missioni a lungo raggio, a sud attraverso l'Equatore e a ovest attraverso l'Atlantico, operando in modo indipendente.
Lothar von Arnauld de la Perière comandò l'U-139, il primo della classe, e chiamò il sottomarino Kapitänleutnant Schweiger, in onore di Walther Schwieger, morto nel 1917 e l'uomo che affondò l'RMS Lusitania nel 1915. Sotto von Arnauld, l'U-139 affondò cinque piccole navi nel maggio del 1918 e affondò l'ultima nave affondata da un U-boat tipo 139 nella prima guerra mondiale il 14 ottobre 1918.

## U-Boot della classe
Furono costruiti tre sottomarini di tipo U 139, tutti commissionati dalla Kaiserliche Marine.
| Nome  | Soprannome                | Cantiere             | Ordinato      | Varo            | Completamento  | Destino finale                                                     |
| ----- | ------------------------- | -------------------- | ------------- | --------------- | -------------- | ------------------------------------------------------------------ |
| U-139 | Kapitänleutnant Schwieger | Germaniawerft - Kiel | 1 Agosto 1916 | 3 Dicembre 1917 | 18 Maggio 1918 | Si arrese ai francesi il 24 novembre 1918; utilizzato fino al 1935 |
| U-140 | Kapitänleutnant Kophamel  | Germaniawerft - Kiel | 1 Agosto 1916 | 4 Novembre 1917 | 28 Marzo 1918  | Arreso nel 1919, venne affondato nel 1921                          |
| U-141 |                           | Germaniawerft - Kiel | 1 Agosto 1916 | 9 Gennaio 1918  | 24 Giugno 1918 | Si arrese il 26 novembre 1918                                      |